# Andrew Davis
Andrew Davis (Chicago, 21 novembre 1946) è un regista statunitense.

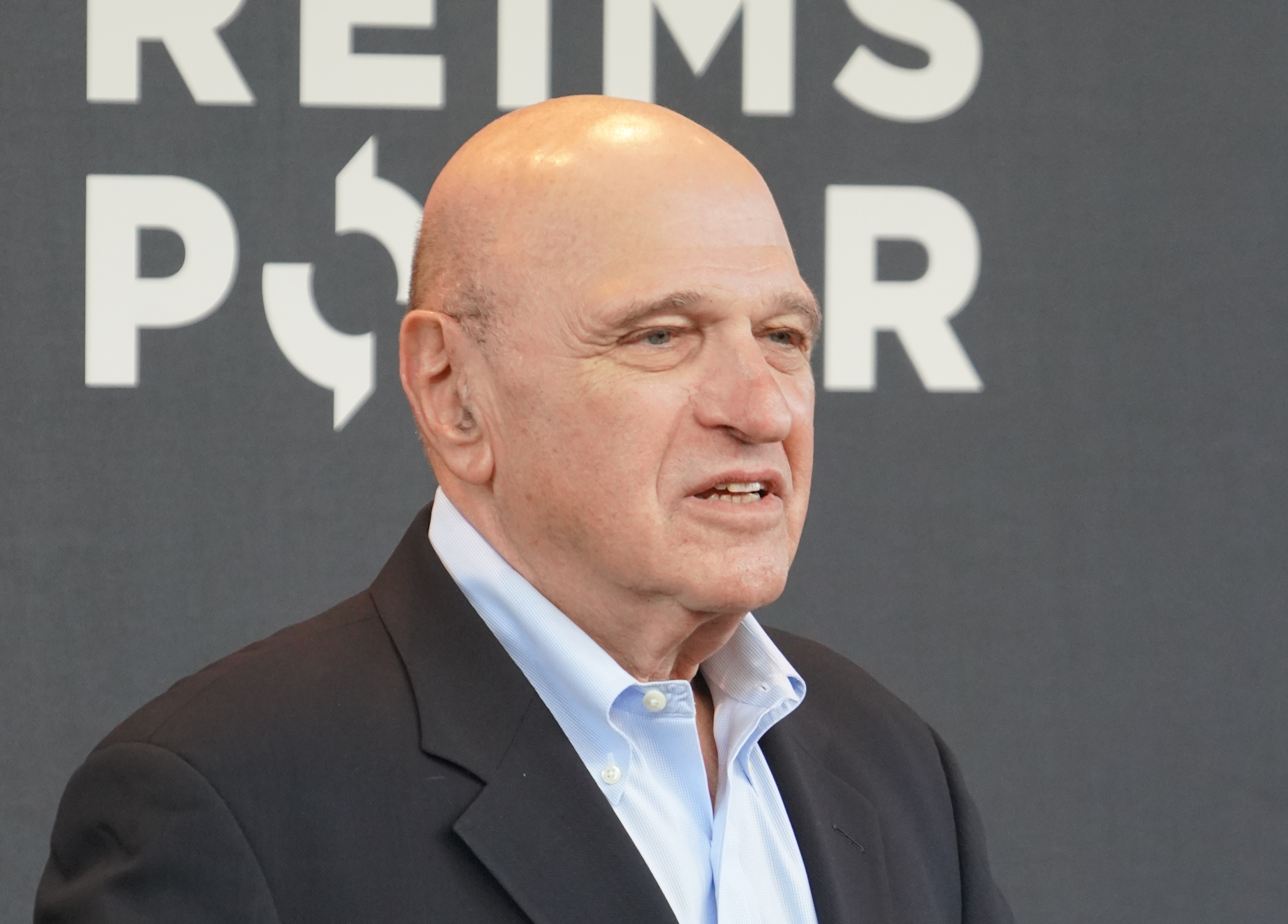

Specialista in film d'azione e polizieschi, tra gli anni ottanta e gli anni novanta ha diretto alcuni dei film di maggior successo del periodo come Il codice del silenzio, Nico, Il fuggitivo, Trappola in alto mare e Delitto perfetto. Ha ottenuto una nomination ai Golden Globe come miglior regista per Il fuggitivo.

## Biografia
Figlio dell'attore Nathan Davis e fratello del chitarrista Richard Davis, si è laureato nel 1968 in giornalismo all'Università dell'Illinois - Urbana-Champaign. Specialista in film d'azione e polizieschi, inizia la sua carriera prima come cameraman e poi dal 1972 come direttore della fotografia di spot pubblicitari, documentari e film indipendenti. Esordisce come regista nel 1978 con il film indipendente Stony Island, per poi seguire con l'horror a basso costo The Final Terror.
Il suo primo successo al botteghino arriva nel 1985 quando dirige Chuck Norris e Henry Silva ne Il codice del silenzio. Tre anni dopo dirige Steven Seagal nella sua pellicola d'esordio Nico, anch'esso un buon successo di incassi. L'anno dopo gira il thriller politico Uccidete la colomba bianca con Gene Hackman e Tommy Lee Jones. Nel 1992 dirige di nuovo Steven Seagal e Tommy Lee Jones in Trappola in alto mare, uno dei maggiori successi dell'anno, mentre l'anno dopo arriva la consacrazione con il celebre Il fuggitivo, con protagonista Harrison Ford, che riceve 7 nomination ai Premi Oscar vincendo quello per miglior attore non protagonista a Tommy Lee Jones. Col film Davis ottiene una nomination ai Golden Globe come miglior regista.
Dopo una parentesi con la commedia Il gemello scomodo, torna agli action movie con Reazione a catena con Keanu Reeves, che però non raggiunge il successo sperato. Gli incassi tornano alti nel 1998 quando gira il remake del film di Alfred Hitchcock Delitto perfetto, con Michael Douglas e Gwyneth Paltrow.
Dopo quattro anni di pausa, torna al cinema nel 2002 con l'action movie Danni collaterali con Arnold Schwarzenegger, pellicola ambiziosa ma dallo scarso successo di pubblico, mentre l'anno successivo torna alla commedia con Holes - Buchi nel deserto, che riscuote nuovamente un grande successo di incassi. Nel 2006 dirige il suo ultimo film, l'action The Guardian - Salvataggio in mare con Kevin Costner che riscontra un discreto successo.

## Filmografia

### Regia
- At Home with Shields and Yarnell (1978) - film TV
- Stony Island (1978)
- The Final Terror (1983)
- Il codice del silenzio (Code of Silence) (1985)
- Nico (Above the Law) (1988)
- Uccidete la colomba bianca (The Package) (1989)
- Trappola in alto mare (Under Siege) (1992)
- Il fuggitivo (The Fugitive) (1993)
- Il gemello scomodo (Steal Big Steal Little) (1995)
- Reazione a catena (Chain Reaction) (1996)
- Delitto perfetto (A Perfect Murder) (1998)
- Danni collaterali (Collateral Damage) (2002)
- Holes - Buchi nel deserto (Holes) (2003)
- Just Legal - serie TV, 1 episodio (2005)
- The Guardian - Salvataggio in mare (The Guardian) (2006)